# Air Force Satellite Control Facility
Air Force Satellite Control Facility (AFSCF) var en enhed under det amerikanske luftvåben USAF, der havde det operationelle ansvar for USAF's satellitprogram, herunder særligt satellitprogrammet CORONA, der havde til formål at benytte satellitter til militær overvågning. Enheden blev etbleret i 1965 og nedlagt i 1993.

## Historie
AFSCF blev grundlagt den 18. juni 1965 ved Los Angeles Air Field Base i Californien. Enheden var oprindeligt underlagt Space Systems Division ved Air Force Systems Command og blev senere overført til Space and Missile Systems Organization og Space Division enhederne.)
AFSCF's hovedkvarter blev flyttet fra Los Angeles AFB til Onizuka Air Field Base i Santa Clara County i Californien, men på grund af beliggenheden nær en forkastningszone og den nærliggende motorvej Highway 101 blev hovedkvarteret senere flyttet til Schriever AFB i Colorado.
Enheden blev afviklet den 27. august 1993.

### Lokationer
- Detachment 1 – Sunnyvale, Californien (1 Jul 1965 – 1 Jul 1977)[1]
- Detachment 2 – Vandenberg Air Force Base Tracking Station, Californien (1 Oct 1979 – 1 Oct 1987)[1]
- Detachment 3 – Thule Tracking Station, Grønland (1 Oct 1979 – 1 Oct 1987)[1] også benævnt Operating Location 5 (OL-5)
- Detachment 4 – Mahe, Seychellerne (15 Jul 1972 – 1 Oct 1987)[1]
- Detachment 5 – Guam Tracking Station, Guam (1 Oct 1979 – 1 Oct 1987)[1]
- Detachment 6 – Hawaii Tracking Station, Hawaii (1 Oct 1979 – 1 Oct 1987)[1]
- Detachment 7 – Sunnyvale AFS  (senere  Onizuka AFS), Californien (17 Apr 1987 – 30 Sep 1987) (later moved to Los Angeles AFS, California from 30 Sep 1987 until inactivation on 15 Jul 1991)[1]

## Eksterne links
- Air Force Space Command Arkiveret 29. november 2020 hos  Wayback Machine
- National Reconnaissance Office